# Star Wars: The Empire Strikes Back (jeu vidéo, 1985)
Pour les articles homonymes, voir Star Wars: The Empire Strikes Back.
Star Wars: The Empire Strikes Back est un jeu vidéo de type rail shooter développé et édité par Atari Games, sorti en 1985 en arcade, uniquement sous forme de kit de conversion pour la borne Star Wars. Il a été porté sur Amstrad CPC, ZX Spectrum, Atari ST, Commodore 64 et Amiga.
Le jeu est adapté de L'Empire contre-attaque et plus spécifiquement des scènes de la bataille de Hoth et de la fuite du Faucon Millenium à travers un champ d'astéroïdes.

## Postérité
Star Wars: The Empire Strikes Back est le dernier grand jeu à affichage vectoriel de l'histoire.